# Стрільці (Польща)
Стрільці́ (Стше́льце, пол. Strzelce) — село у Польщі, у гміні Білопілля Холмського повіту Люблінського воєводства. Населення — 362 особи (2011).

## Історія
Стрільці — давньоукраїнське село Грубешівського (Холмського) повіту. Розташоване на відстані 33 км від Холма і 23 км на північ від Грубешева.
У Стрільцях (без колонії) мешкало 3 родини поляків, кілька родин євреїв, решта — біля 140 родин називали себе русинами (українцями).
Стрільці мали доволі промовисту історію. Це засвідчують перекази, деякі топоніми і навіть окремі роди, що носили явно виражені козацькі прізвиська. В журналі «Русская старина» (1905, грудень) священик Григорій Крашкевич занотував: «Некогда во время перехождения черезъ эту мѣстность славянскихъ племенъ, тутъ происходило Стрѣлецкое вече или Стрѣелецкая рада, отъ чего будто бы и самая местность названа Стрѣльцы».
Одначе аж ніяк не можна відкидати твердження, що король Данило заснував тут залогу (заставу), і Стрільці разом із сусідніми Ратиборовичами, Бусенецем, Білополем та Чорнієвим становили єдиний військово-оборонний комплекс Волинсько-Галицької держави на середньому Забужжі.
Село оддавна складалося з трьох частин: старе село, панський двір (тепер 1-ша стрілецька колонія) і Підлісся. На схід од перехрестя був куток Мурав'яки. Тут переважно й мешкали мурав'яки, які переселилися з Моравії після 1859 року. Поляки — ще пізніше.
Попід лісом розкинулося Підлісся. Там мешкали лише українці. Панський двір був польським. І хоча в ньому працювали переважно українці, вони лише у своїх домівках розмовляли по-українському, на роботі спілкувалися по-чужинському, за що їх не поважали односельці, хоча розуміли, що форналі (двірські працівники) робили це з примусу.
Десь біля урочища Турсько (за свідченнями старих людей) був Козацький брід. Як для Холмщини то назва — несподівана. Чи не козаки Максима Кривоноса восени 1649 року його переходили?
У Стрільцях функціонували млин і вітряк, тартак, крохмальна фабрика.
За даними етнографічної експедиції 1869—1870 років під керівництвом Павла Чубинського, у селі проживали греко-католики, які розмовляли українською мовою.
Після виселення 1915 р. приблизно третина мешканців села не вернулася — їхні могили розкидані по всій Російській імперії, сягають навіть Середньої Азії.
В селі діяла Рідна Хата (вважай «Просвіта»), хор, інструментальний оркестр, драматичний гурток, що ставив вистави за п'єсами Тараса Шевченка, Марка Кропивницького, Івана Карпенка-Карого, Михайла Старицького тощо. В селі вшановували пам'ять Кобзаря. Тут завжди витав український дух між синьо-жовтих прапорів, і нащадки княжих дружинників у козацьких строях виїжджали у свята на конях і співали: «Станем, браття, в бій кривавий од Сяну до Дону, В ріднім краї панувати не дамо нікому!»
У 1938 році польська влада в рамках великої акції руйнування українських храмів на Холмщині і Підляшші знищила місцеву православну церкву.
У травні 1942 року німці почали відстрілювати в селі жидів. Десь до пізньої осені Борух із своєю дочкою-красунею Рухлею (Рахіль) переховувався в деяких родинах українців (Головерсів, Вовчуків), але аби не поставити їхнє життя під загрозу, переслідувані здалися німцям. Їх відразу ж розстріляли біля панського двору.
А 29 січня 1943 року до стрілецького лісу вже забрали Адама Микитюка і Євгена Сім'яшка. Адам загинув, а Євген чудом врятувався. Смиренний і богобоязливий Антін Бриль після роботи мив чоботи, до нього підійшли двоє і штовхнули в рів, у хаті побили вікна. Сусіди намовили Антона подати на злочинців у суд. Чоловік послухав, і суд прийшов, але до потерпілого. Бриля відразу забрали до лісу і замордували. Такою ж смертю в той вечір загинув і Йосип Ковальчук. Згодом із лісу не вернувся Тодорко Міщанчук. Його зголосився розшукати брат Гриць — пішов і теж пропав.
Люди почали здогадуватися, що в лісі напевне знаходиться кубло бандитів. Саме тому після перших жертв у селі Юрій Лукащук організував самооборону. До неї увійшли Євген Долинський, Йосип Назаревич, Сергій Стець, Володимир Струцюк і Євген Вовчук. За свою оборонну ініціативу колишній сотник УНР тяжко поплатився: 6 лютого 1943 року АК-івці убили батька Василя і сестру Надію, а невзабарі підла куля обірвала життя і брата Олекси.
Створення самооборони спричинилося й до того, що 26 травня (за польськими даними — 29 травня) 1943 року на село напала банда Армії Крайової під орудою якогось Францішека Кракєвіча (500 чол.). Того дня у Стрільцях та сусідньому селі Моложові було спалено 80 садиб і знищено за польськими даними 57 осіб, хоча за німецькими даними лише у Стрільцях вбито 70 осіб

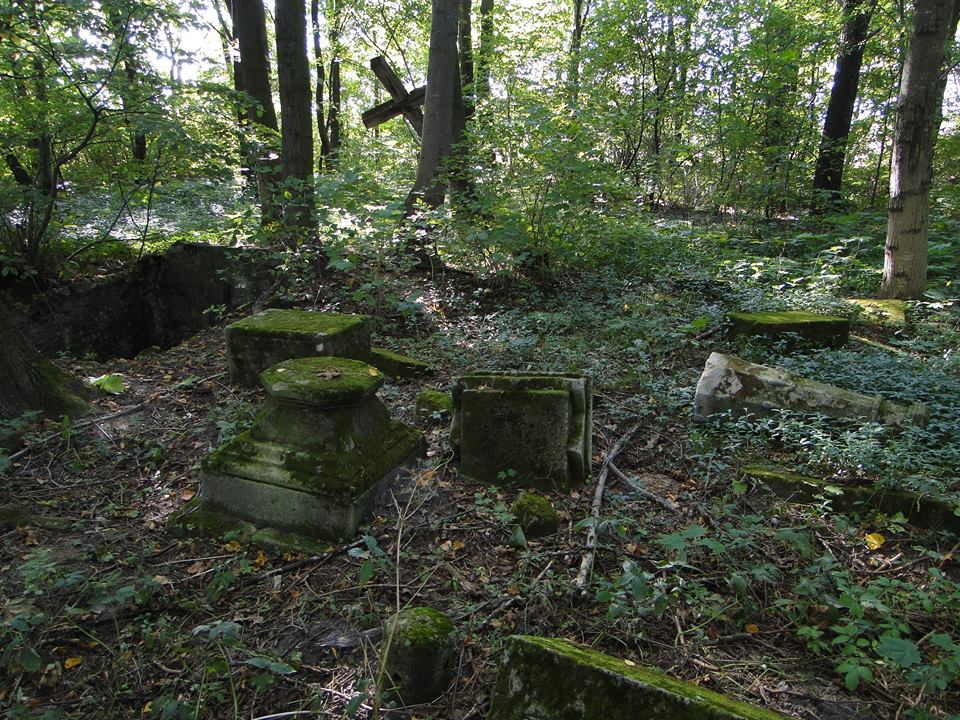
Холмщина, село Стрільці. Знищений православний цвинтар.1980 р.

1944 року село було депортоване в Запорізьку область (УРСР). Хай нікого не збиває з пантелику офіційна довідка з архіву про те, що «уже 1 ноября 1944 года был отправлен первый эшелон с эвакуированными из села Стрельцы Грубешовского района, состоявший из 26 вагонов, в которых было отправлено 78 хозяйств, насчитывающих 290 человек». Значна частина односельців була переселена у складі інших сіл, де на той час вони вже мешкали.
21-25 червня 1947 року під час операції «Вісла» польська армія виселила зі села на приєднані до Польщі північно-західні терени 7 українців. У селі залишилося 157 поляків.

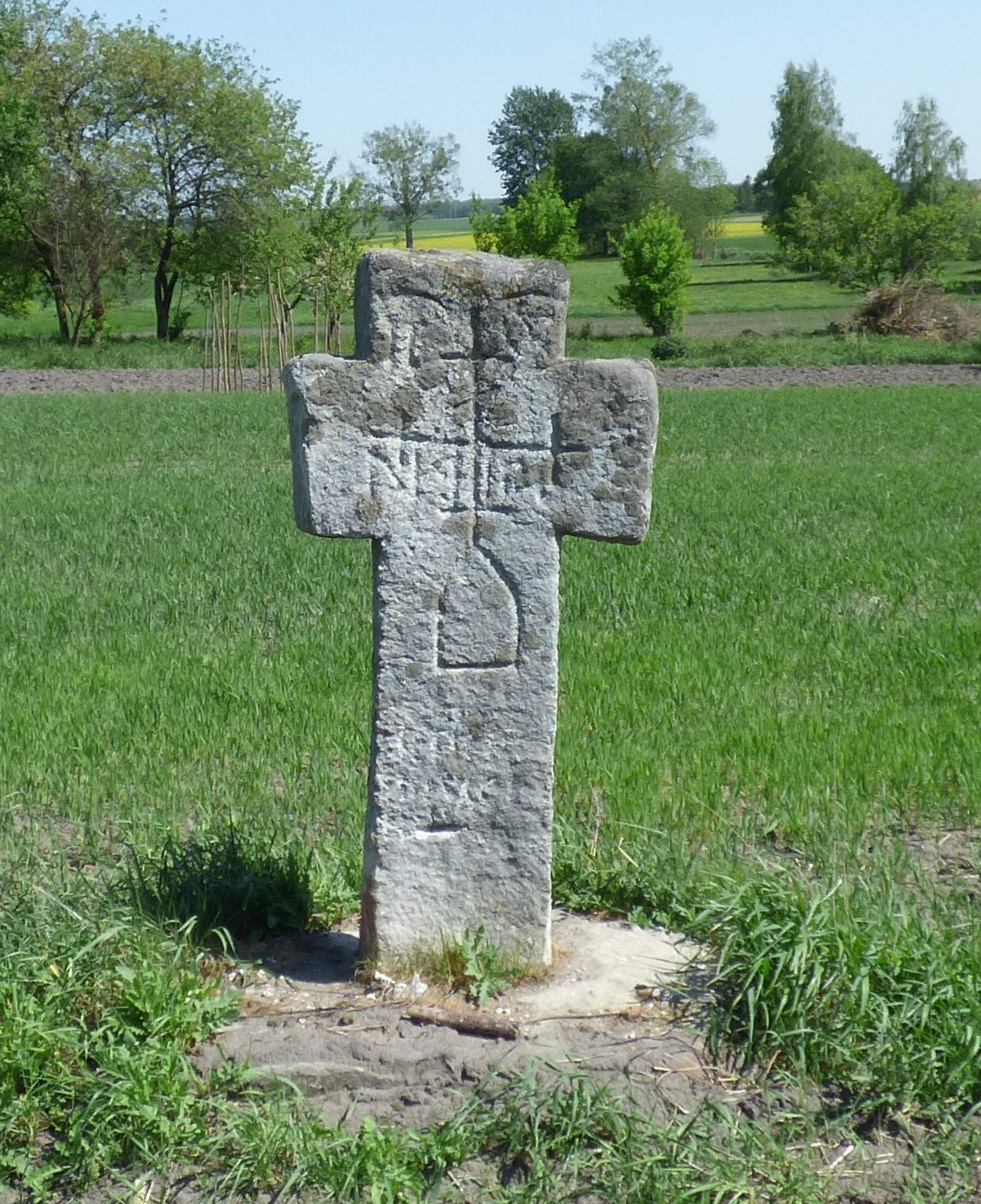
Село Стрільці. Холмщина. Хрест з православного монастиря.

На північний схід від села, при дорозі на Теремець збереглися занедбані могилки.
У 1975—1998 роках село належало до Холмського воєводства.

## Церква
Треба сказати, що поблизу річки Вовнянки є урочище «Монастир». Тут у давнину знаходився православний монастир. За переказами після якогось нападу ворога ті ченці, що залишилися живими, розійшлися і встигли вивезти із монастиря давній камінний хрест на парафію стрілецької Свято-Юріївської церкви. Ченці нібито бажали доставити цю старовинну пам'ятку в місто Володимир, яке на той час могло вже бути столицею князівства, але щось ченцям, вочевидь, завадило це зробити і камінний хрест понині стоїть на тому ж місці.
Що ж до стрілецьких церков — то тут інформації чимало і вона часто заплутана. Якщо село під назвою Стрільче вперше згадується під 1477 роком, то на церковній іконі Покрови Пресвятої Богородиці є напис: «Сія ікона сооружена за старанієм отця іерея Георгія Хмарука на тот час 1416 г.». У документах не згадується, де поділася стара, ще з княжих часів церква, одначе згадується нова під 1564 роком.
Ще новішу побудували в 1772, але вона згоріла під час грози і в 1831 поставили тимчасову каплицю, а в 1845 році вже був побудований на кошти прихожан. Саме з цієї церкви і збереглася світлина. І тому дата, позначена під нею в окремих документах 1564 роком є неточною. Про те, як жилося-булося священикам у селі, є чимало документів. І майже всі вони засвідчують, що їм тут було нелегко, а ще й небезпечно. В 1640 році священик отець Ієроним Попович, не витримавши знущань, подав скаргу на Варвару Комаровську, жінку Белзького подкоморія, за що та арештувала і посадила його у в'язницю. У 1657 році отець Ієрофей Бобрикович був побитий і пограбований якимось керуючим маєтком поляком Држевошовським. У 1858 році отець Іван Гукевич попросив парафіян допомогти йому на жнивах, а управитель маєтків Юзеф Банашкевич, католик, привселюдно отця побив нагайкою за те, що його парафіяни не прийшли на панщину.
1872 року місцева греко-католицька парафія налічувала 540 вірян.
Особливо знущалися над православними отцями в 1930-их роках. Їх, як звірів, почали навіть відстрілювати. Склалося так, що окремі священики боялися навідуватися до церков і тікали за Буг. Уже до 1929 р. на Холмщині та Південному Підляшші 165 святинь примусово перетворено на римо-католицькі костели, 96 — закрито, 24 — спалено, 25 — розібрано, 4 перетворилися в школи, але не з українською мовою навчання, а одна — просто житловим будинком. У липні-серпні 1938 року польська адміністрація в рамках великої акції руйнування українських храмів на Холмщині і Підляшші знищила місцеву православну церкву. Церкву в Стрільцях зруйнували поляки з села Монятичі, а священика Йова Гелету ледь не вбили. Били вікна, пороли і пускали за вітром пір'я з подушок і перин, лили гас у борошно, зривали зі стін і топтали на долівці ікони, родинні фотографії.

## Населення
Демографічна структура станом на 31 березня 2011 року:
|          | Загалом | Допрацездатний вік | Працездатний вік | Постпрацездатний вік |
| -------- | ------- | ------------------ | ---------------- | -------------------- |
| Чоловіки | 180     | 43                 | 118              | 19                   |
| Жінки    | 182     | 39                 | 100              | 43                   |
| Разом    | 362     | 82                 | 218              | 62                   |

## Відомі мешканці
- Лукащук Юрій Васильович (1900—1966) — український військовик, сотник Армії УНР, у 1943—1944 роках комендант Української Народної Самооборони Холмщини.
- Йосип Струцюк (нар. 1934) — український письменник, заслужений діяч мистецтв України, лауреат багатьох українських та міжнародних літературних премій.

## Стрільці на мапах

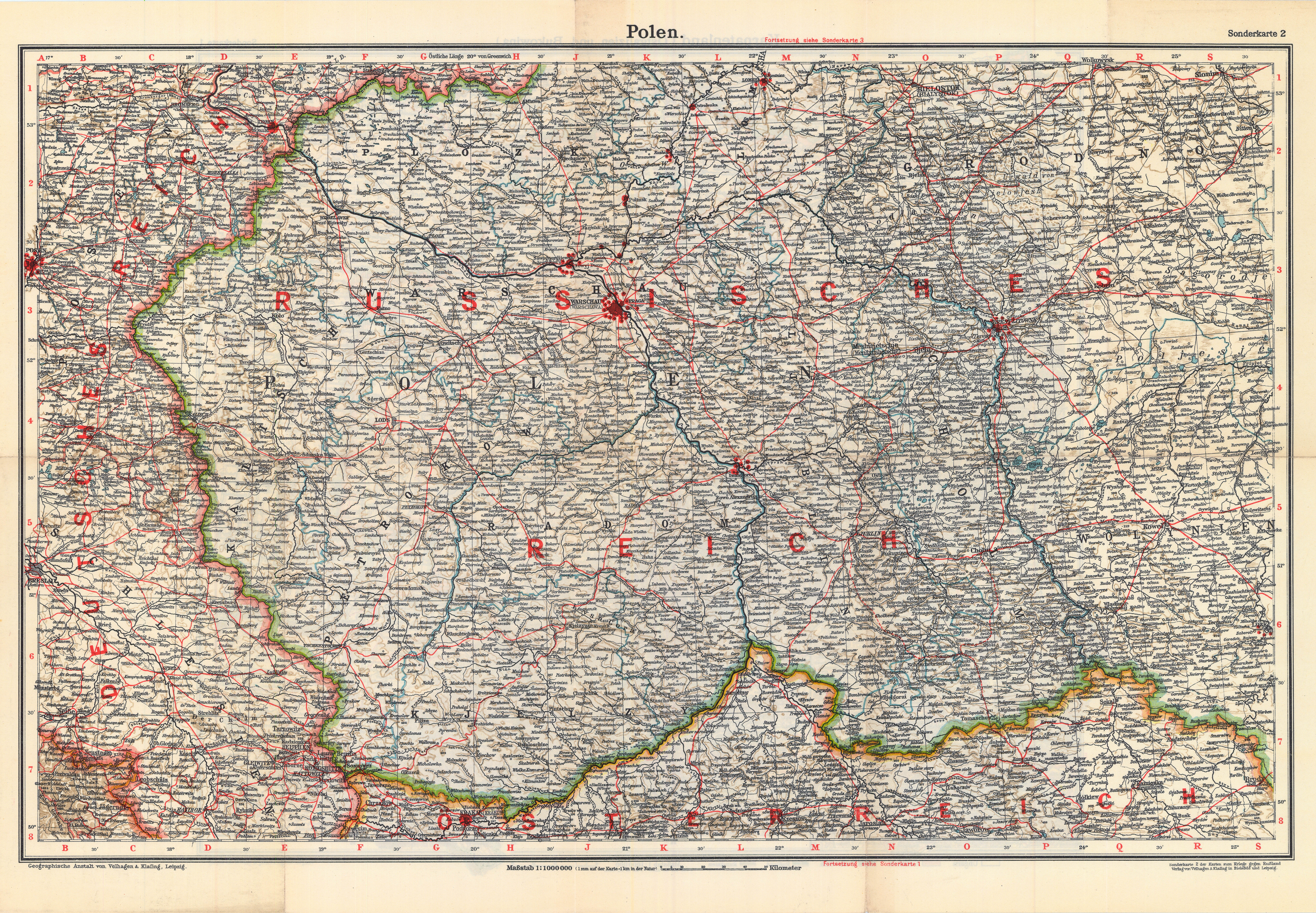
с.Стрільці на військовій німецькій мапі з 1916р
с.Стрільці на окупаційній німецькій мапі з 1940 р.
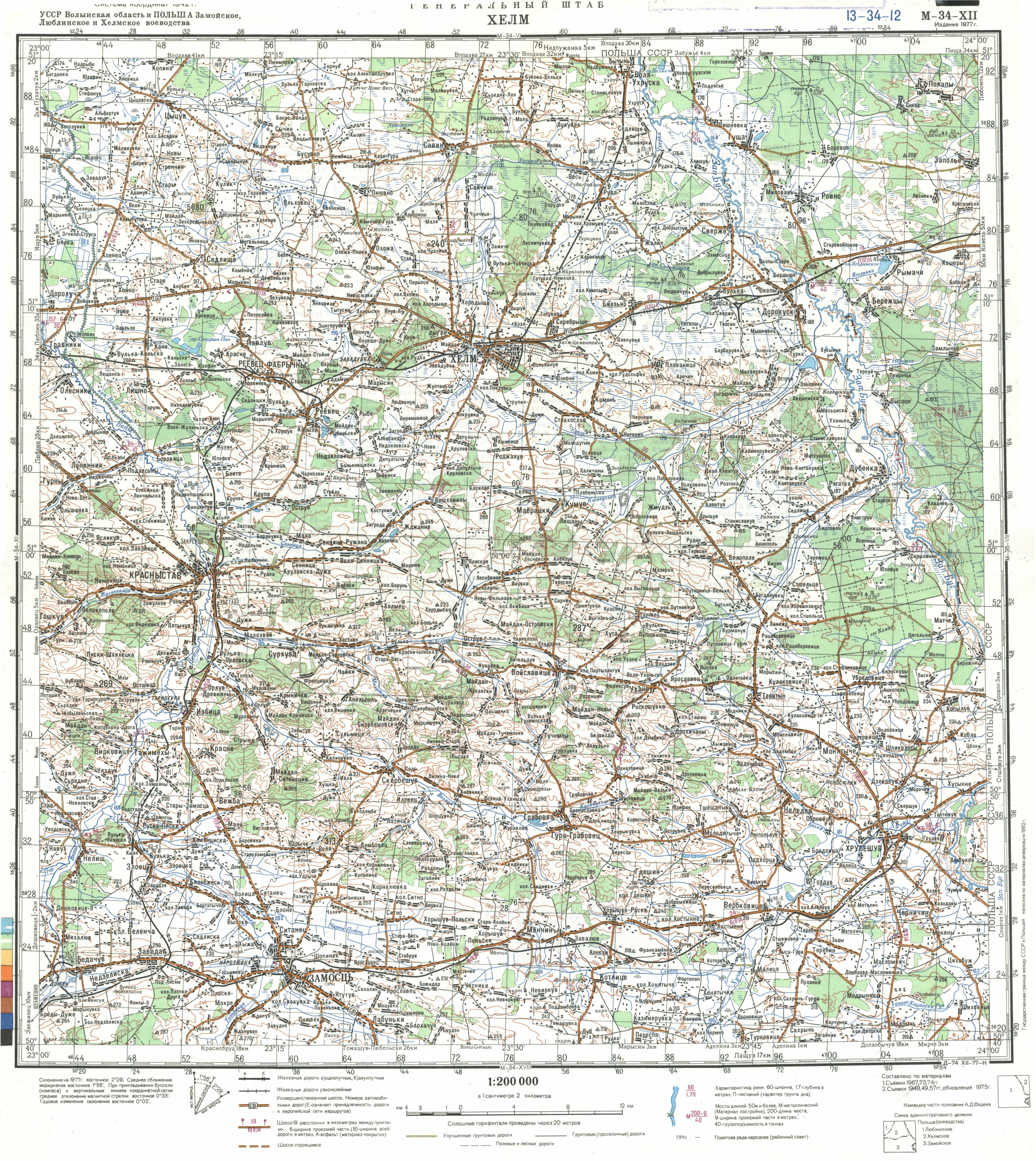
с.Стрільці на мапі Генерального Штабу СРСР з 1977р.